# 日立 地球トライアル
『日立 地球トライアル』（ひたち ちきゅうトライアル）は、1990年10月21日から1991年12月22日まで日本テレビ系列局で放送された日本テレビ製作の紀行バラエティ番組。放送時間は毎週日曜 19:30 - 20:00 (JST) 、『すばらしい世界旅行』の後番組として始まった。1991年10月20日から最終回までは『紳助の日立地球トライアル』と題して放送された。提供は日立グループ単独で、エンディング前には日立の樹が放送されていた。

## 番組内容
世界中の「体験」を巡ることをコンセプトにした番組。この番組は日本の文化を世界に発信していこうとしていた。
ある回ではソ連崩壊直後のロシアの赤の広場に赴き、ラーメン屋台を営業したりした。ラーメンは好評で、麺が売り切れた後にも「スープが残っているからそれを売ってほしい」と言ってきたおばあさんがいたほどであった。
また、ある回ではインドへ赴き、日本の誇る惣菜パンであるカレーパンをインドの人が食べたらどう感じるかということを試した。当時の日本のカレーパンは辛いものではなかったために、それを食べたインド人は「これはジャムパンか？」といった感想を口にした。これに奮起したインドに赴いたパン職人は、インドの各地を動き回り香辛料を買い求めて研究し、ついにインド人にカレーが入ったおいしいパンだと評価されるパンを作った。

## 出演者

### 司会
- 渡辺徹（1990年10月21日～1991年9月13日）
- 渡辺正行（同上）
- 島田紳助（1991年10月20日～12月22日）

### アシスタント
- ちはる

## ネット局
系列はネット終了時（1991年12月）のもの。
| 放送対象地域   | 放送局         | 系列                                         | 備考              |
| -------------- | -------------- | -------------------------------------------- | ----------------- |
| 関東広域圏     | 日本テレビ     | 日本テレビ系列                               | 制作局            |
| 北海道         | 札幌テレビ     | 日本テレビ系列                               |                   |
| 青森県         | 青森放送       | 日本テレビ系列                               |                   |
| 岩手県         | テレビ岩手     | 日本テレビ系列                               |                   |
| 宮城県         | ミヤギテレビ   | 日本テレビ系列                               |                   |
| 秋田県         | 秋田放送       | 日本テレビ系列                               |                   |
| 山形県         | 山形テレビ     | フジテレビ系列                               | [ 3 ]             |
| 福島県         | 福島中央テレビ | 日本テレビ系列                               |                   |
| 山梨県         | 山梨放送       | 日本テレビ系列                               |                   |
| 新潟県         | テレビ新潟     | 日本テレビ系列                               |                   |
| 長野県         | テレビ信州     | 日本テレビ系列                               | [ 4 ]             |
| 静岡県         | 静岡第一テレビ | 日本テレビ系列                               |                   |
| 富山県         | 北日本放送     | 日本テレビ系列                               |                   |
| 石川県         | テレビ金沢     | 日本テレビ系列                               |                   |
| 福井県         | 福井放送       | 日本テレビ系列 テレビ朝日系列                |                   |
| 中京広域圏     | 中京テレビ     | 日本テレビ系列                               |                   |
| 近畿広域圏     | よみうりテレビ | 日本テレビ系列                               |                   |
| 鳥取県 島根県  | 日本海テレビ   | 日本テレビ系列                               |                   |
| 広島県         | 広島テレビ     | 日本テレビ系列                               |                   |
| 山口県         | 山口放送       | 日本テレビ系列 テレビ朝日系列                |                   |
| 徳島県         | 四国放送       | 日本テレビ系列                               |                   |
| 香川県・岡山県 | 西日本放送     | 日本テレビ系列                               |                   |
| 愛媛県         | 南海放送       | 日本テレビ系列                               |                   |
| 高知県         | 高知放送       | 日本テレビ系列                               |                   |
| 福岡県         | 福岡放送       | 日本テレビ系列                               |                   |
| 長崎県         | 長崎国際テレビ | 日本テレビ系列                               | 1991年4月開局から |
| 熊本県         | 熊本県民テレビ | 日本テレビ系列                               |                   |
| 大分県         | テレビ大分     | 日本テレビ系列 フジテレビ系列 テレビ朝日系列 |                   |
| 宮崎県         | テレビ宮崎     | 日本テレビ系列 フジテレビ系列 テレビ朝日系列 | [ 5 ]             |
| 鹿児島県       | 鹿児島テレビ   | 日本テレビ系列 フジテレビ系列                | [ 5 ]             |
| 沖縄県         | 沖縄テレビ     | フジテレビ系列                               | 遅れネット        |